# بطولة تونس لألعاب القوى 1959
بطولة تونس لألعاب القوى 1959 هو الدورة 4 من بطولة تونس لألعاب القوى.

فاز بهذا الموسم الشرقية.

## روابط خارجية
- الموقع الرسمي للجامعة التونسية لألعاب القوى.